# Xanthostemon multiflorus
Espèce
Xanthostemon laurinus est une espèce de plantes à fleurs de la famille des Myrtaceae. C’est un arbuste ou un arbre endémique de la Nouvelle-Calédonie.

## Description

### Aspect général
Cette espèce se présente sous plusieurs formes : comme un arbuste, un arbrisseau, voire un grand arbre allant jusqu'à 30 mètres de haut,.

### Feuilles
Les feuilles sont simples et elliptiques.

### Fleurs
Les fleurs sont soit jaune clair, soit à pétales blancs et étamines jaunes.

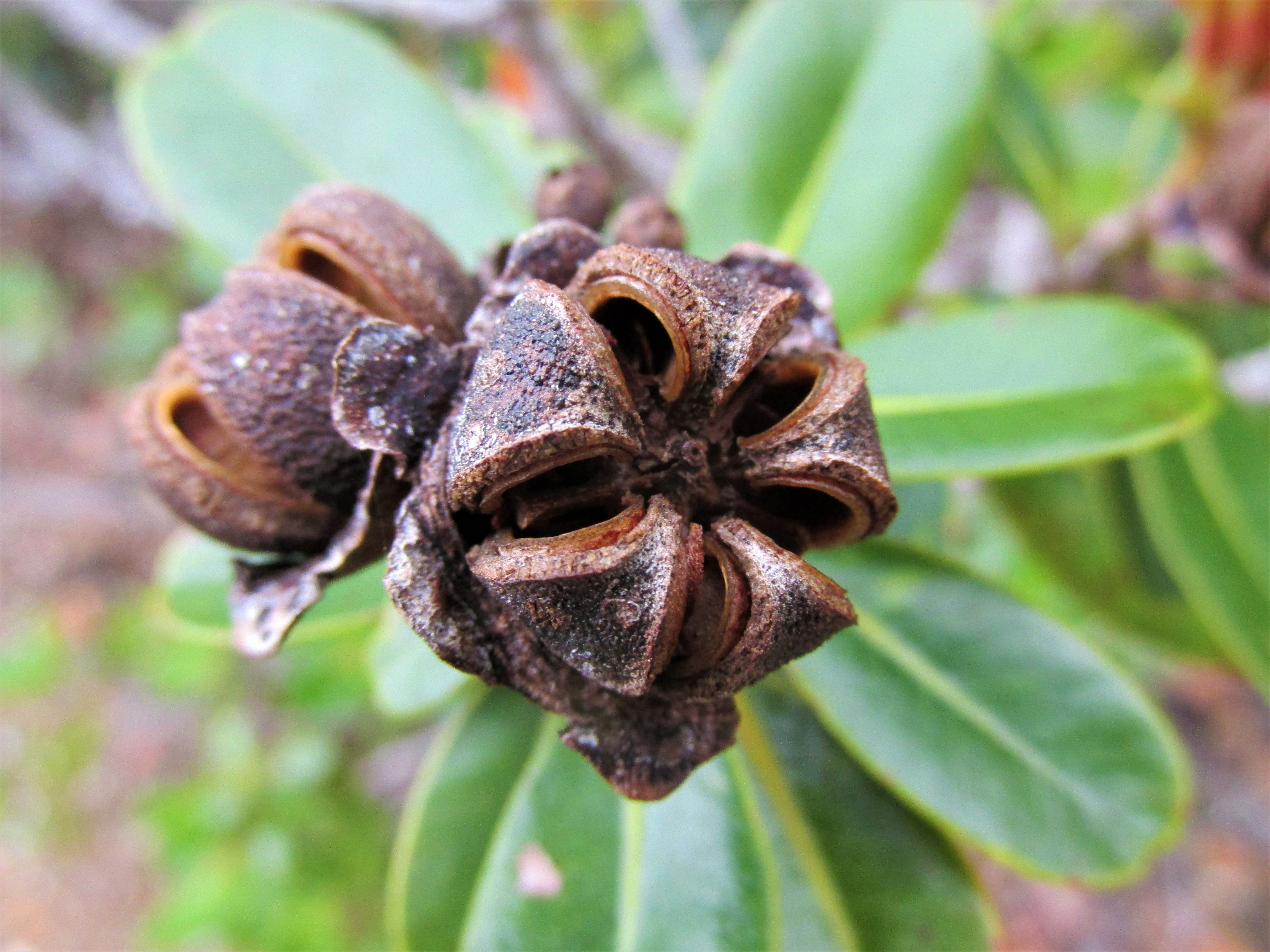
Fruits secs.

### Fruits
Les fruits sont des capsules ligneuses.

## Répartition
Cette espèce pousse sur l'ensemble de la Grande Terre, sur l'archipel de Belep, sur l'Île Ouen et sur l'Île des Pins. Elle affectionne principalement les terrains miniers, en maquis comme en forêt dense.
Il s'agit de l'espèce la plus répandue de son genre.